# Samuel Hofmann

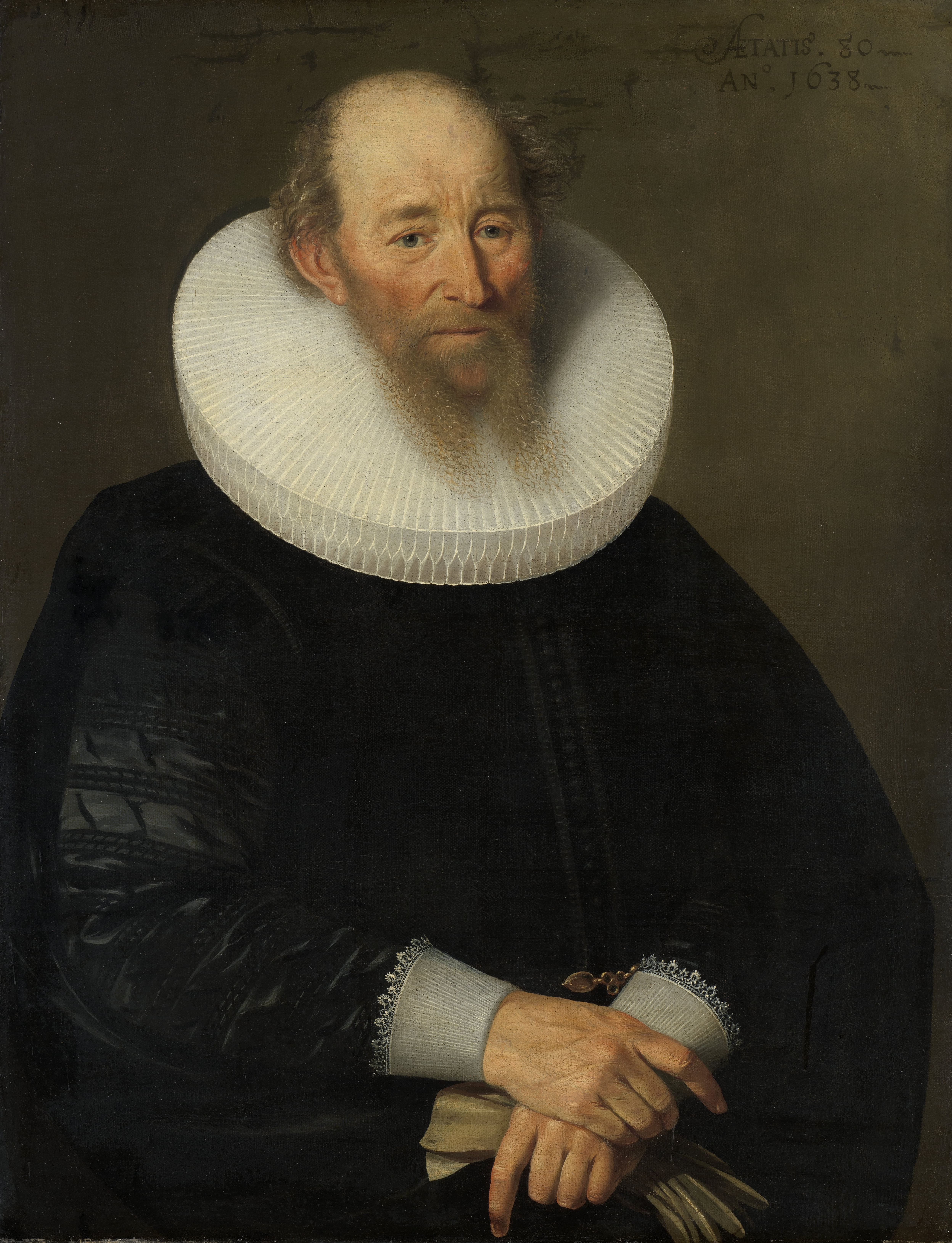
Portret van een oude man (Samuel Hofmann, 1638)

Samuel Hofmann (Sax, Sankt Gallen, 1595 - Frankfurt am Main, begraven op 24 januari 1649) was een Zwitsers schilder.
Samuel Hofmann kreeg zijn vroege opleiding waarschijnlijk in Zwitserland, waar hij mogelijk in de leer was bij Gotthard Ringgli. Volgens Houbraken zou hij ook in de leer zijn geweest bij de beroemde Vlaamse schilder Peter Paul Rubens.
Hofmanns loopbaan was zeer internationaal, met periodes van werk in verschillende Europese steden. Zijn eerste gedocumenteerde werkperiode was in Zürich van 1608 tot 1611. In 1615 verhuisde hij voor een jaar naar Antwerpen. Rond 1617 vestigde hij zich in Amsterdam, waar hij op 11 mei 1622 trouwde met Lijsbet Jans Basson. Ze kregen drie kinderen: Anna, Magdalena en een zoon.
Daarna werkte hij in verschillende Duitse steden zoals Konstanz, Heidelberg, Baden-Baden, Lindau, Frankfurt am Main en Breisach en in de Zwitserse steden Winterthur en Basel. Zijn werk bestond voornamelijk uit portretten, historiestukken en stillevens. In 1636 keerde hij kort terug naar Zürich, waar hij een stilleven schonk aan de Staatsbibliotheek. Vanaf 1644 vestigde hij zich opnieuw in Frankfurt am Main, waar hij tot aan zijn dood in januari 1649 actief bleef. In Frankfurt schilderde hij onder andere zijn meesterproef voor het plaatselijke gilde in 1645.
Samuel Hofmann overleed in Frankfurt am Main in januari 1649, mogelijk als gevolg van jicht. Hij werd op 24 januari begraven. Na zijn dood verhuisde zijn weduwe met hun zoon en twee dochters terug naar Amsterdam. Zijn dochter Magdalena werd ook kunstschilder en werd waarschijnlijk door haar vader opgeleid.
- Bibliothèque nationale de France: cb12161422h (data)
- Biografisch Portaal: 14038339
- Digitale Bibliotheek voor de Nederlandse Letteren: hofm033
- Gemeinsame Normdatei: 118552724
- Historisch woordenboek van Zwitserland: 019094
- International Standard Name Identifier: 0000 0001 1607 2066
- Library of Congress Control Number: n81089736
- Nationale Bibliotheek van Israël: 987007278472805171
- Nederlandse Thesaurus van Auteursnamen: 070556709
- RKD-Nederlands Instituut voor Kunstgeschiedenis: 38959
- SIKART: 4022918
- Système universitaire de documentation: 18792645X
- Union List of Artist Names: 500026696
- Virtual International Authority File: 22933241
- WorldCat: E39PBJx8xRqHJpk77rdtGmwQv3